# Orgue de Poblet
 (décembre 2012).
Si vous disposez d'ouvrages ou d'articles de référence ou si vous connaissez des sites web de qualité traitant du thème abordé ici, merci de compléter l'article en donnant les références utiles à sa vérifiabilité et en les liant à la section « Notes et références ».

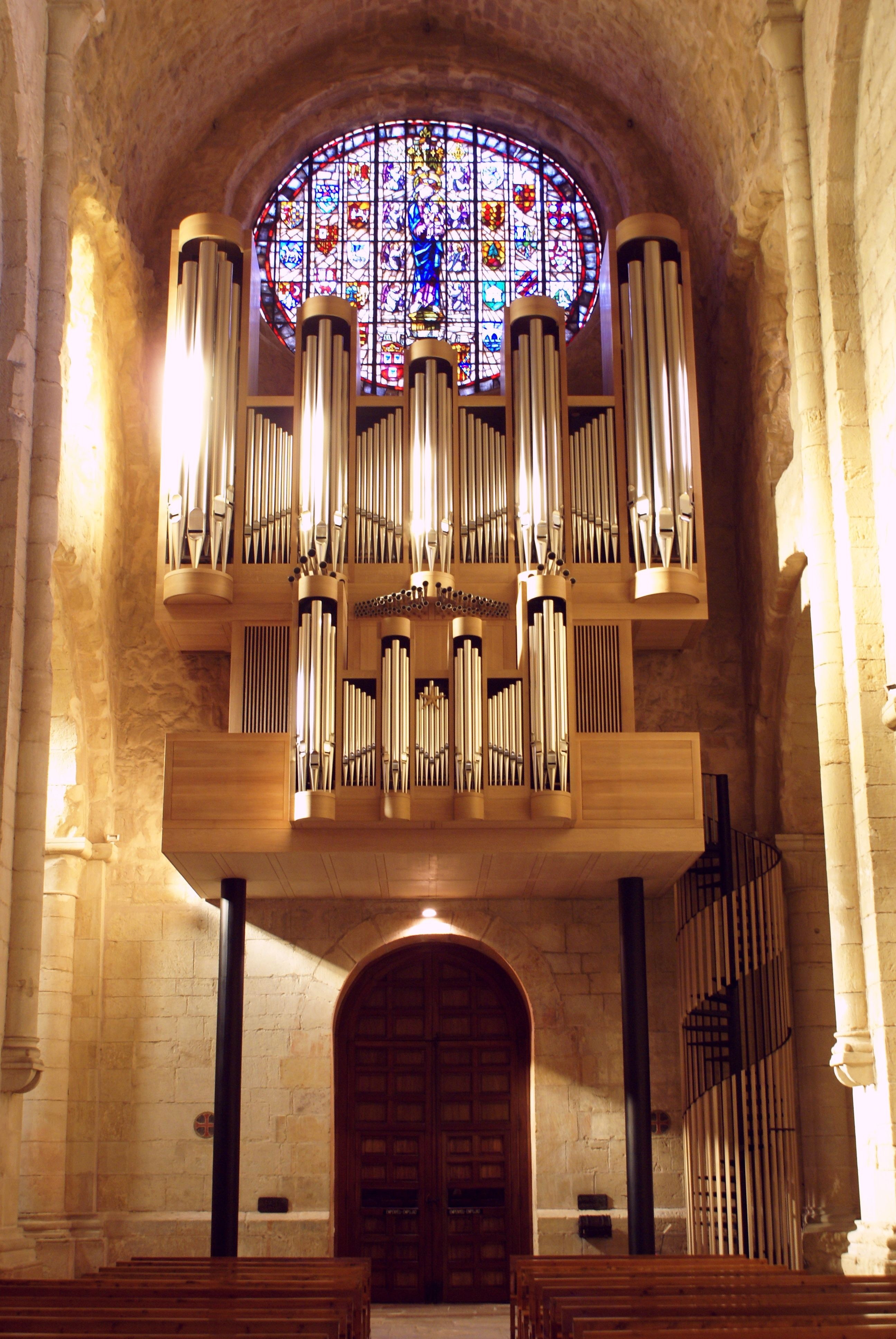
Grande Orgue Metzler du Monastère de Poblet (Catalogne, 2012)

Le nouvel orgue Metzler du monastère de Poblet (Catalogne, 2012), construit par la société suisse Metzler Orgelbau AG et financé par « Catalunya Caixa » est situé au fond de l’église abbatiale, au-dessus de l’entrée principale. Tant sa conception que sa construction sont sans précédent dans la Catalogne et même en Espagne. Le grand orgue a été béni le 24 novembre 2012 par le père Josep Alegre Vilas, abbé de Poblet, et le concert inaugural a eu lieu le 7 décembre 2012, interprété par Olivier Latry, organiste de la Cathédrale Notre-Dame de Paris. Il remplace l’ancien orgue « Alberdi » à traction électrique construit en 1961, situé dans le deuxième arc après le transept, divisé en deux parties de chaque côté du chœur, démantelé et cédé à la basilique de Santa Maria del Pi de Barcelone en 2011.

## Description
Il s’agit d’un orgue de composition et harmonisation baroques, avec 61 registres répartis sur trois claviers manuels et un pédalier. Il compte environ 3 500 tuyaux, dont le plus grand mesure 5 mètres de longueur, et le plus petit 1 centimètre. Sommier construit en chêne. Clavier à traction mécanique suspendue. Traction entièrement mécanique. Buffet en chêne, conçu selon la sobre esthétique cistercienne de l’abbatiale de Poblet.

## Dimensions de l’instrument
- Hauteur: 8,70 m
- Largeur: 7,20 m
- Profondeur: 4,10 m
- Poids approximatif: 15 tonnes
- Pour le construire ont été employés environ 16 500 heures de travail.

## Disposition sonore
| I. Rückpositiv | (C-g3) | II. Hauptwerk  | (C-g3) |
|                |        |                |        |
| Prestant       | 8'     | Prestant       | 16'    |
| Quintade       | 8'     | Bourdon        | 16'    |
| Bourdon        | 8'     | Principal      | 8'     |
| Octave         | 4'     | Viola          | 8'     |
| Rohrflöte      | 4'     | Rohrflöte      | 8'     |
| Nasard         | 2 2/3' | Octave         | 4'     |
| Doublette      | 2'     | Holzflöte      | 4'     |
| Terz           | 1 3/5' | Quinte         | 2 2/3' |
| Larigot        | 1 1/3' | Superoctave    | 2'     |
| Sesquialter    | II     | Mixtur major   | IV     |
| Scharf         | IV     | Mixtur minor   | III    |
| Trompete       | 8'     | Cornet         | V      |
| Cromorne       | 8'     | Fagott         | 16'    |
|                |        | Trompette      | 8'     |
| Tremulant      |        | Clairon        | 4'     |
| Zimbelstern    |        |                |        |
|                |        | Tremulant      |        |
|                |        |                |        |
| III. Unterwerk | (C-g3) | I – II         |        |
|                |        | III – II       |        |
| Gambe          | 8'     |                |        |
| Unda maris     | 8'     |                |        |
| Hohlflöte      | 8'     |                |        |
| Holzgedackt    | 8'     | P. Pedalwerk   | (C-f1) |
| Prestant       | 4'     |                |        |
| Salicet        | 4'     | Untersatz      | 32'    |
| Traversflöte   | 4'     | Principalbass  | 16'    |
| Octave         | 2'     | Subbass        | 16'    |
| Waldflöte      | 2'     | Octavbass      | 8'     |
| Sifflöte       | 1'     | Violabass (HW) | 8'     |
| Cornett        | III    | Choralbass     | 4'     |
| Zimbel         | III    | Bauernflöte    | 2'     |
| Oboe           | 8'     | Rauschpfeife   | V      |
| Vox humana     | 8'     | Bombarde       | 16'    |
|                |        | Fagott (HW)    | 16'    |
| Tremulant      |        | Trompete       | 8'     |
| Rossignol      |        | Trompete       | 4'     |
|                |        |                |        |
| Batalla        |        | I – P          |        |
| Trompeta       | 8'     | II – P         |        |
| Clarín         | 4'     | III – P        |        |
|                |        | III 4' – P     |        |